# Haj (Góry Choczańskie)
Haj (słow. Háj) – wzniesienie w Górach Choczańskich na Słowacji. Wznosi się w zakończeniu grzbietu oddzielającego Dolinę Borowianki od Doliny Roztoki. Grzbiet ten biegnie od szczytu Súšava w południowo-wschodnim kierunku poprzez Grúñ i Haj do Obłazów Kwaczańskich. Haj stanowi jego zakończenie i znajduje się w miejscu, gdzie Skoruszyńskie Wierchy graniczą z Tatrami Zachodnimi (od Haja oddziela je wąskie koryto Hucianki) i Górami Choczańskimi (oddziela je Borovianka).
Haj jest całkowicie zalesiony i nie prowadzi na niego żaden szlak turystyczny. Szlak turystyczny prowadzi jedynie jego podnóżami przez Dolinę Borowianki oraz do dolnego odcinka Doliny Roztoki, w którym na Roztockim Potoku znajduje się duży Roztocki Wodospad. Haj zbudowany jest ze skał węglanowych (głównie dolomity i wapienie). Roztocki Potok i Borovianka podcięły jego zbocza tworząc strome wapienne ściany i turnie. Na jednej z takich turni w Dolinie Borowianki zamontowano betonowy krzyż papieski i jest to doskonałe miejsce, z którego można obejrzeć dolną część Doliny Borowianki. Haj znajduje się na obszarze rezerwatu przyrody Kvačianska dolina, którego granica biegnie po zachodniej stronie wierzchołka.